# The War on Drugs
The War on Drugs  es una banda estadounidense de indie rock de la ciudad de Filadelfia, Pensilvania, fundada en 2005. La banda está formada por Adam Granduciel (voz, guitarra), David Hartley (bajo), Robbie Bennett (teclados), Charlie Hall (batería), Jon Natchez (saxofón, teclados) y Anthony LaMarca (guitarra). 
La banda fue fundada por Adam Granduciel y Kurt Vile. Ambos se conocieron en una fiesta en 2003 donde descubrieron su interés compartido por Bob Dylan, comenzando poco después a componer canciones juntos. En 2008 The War on Drugs lanzó su álbum debut, titulado Wagonwheel Blues. Posteriormente Vile abandonaría el grupo para centrarse en su carrera en solitario. El segundo álbum de la banda, Slave Ambient, lanzado en 2011, recibió críticas muy favorables y tuvo una gira muy extensa.

## Historia
En 2008 la banda lanzó su primer EP, titulado Barrel of Batteries, llamando la atención del sello discográfico Secretly Canadian, que fichó a la banda. El mismo año 2008 la agrupación lanzó su primer álbum, Wagonwheel Blues, para posteriormente iniciar una gira europea. A finales de 2008 Kurt Vile dejó la banda para iniciar una carrera en solitario, para conformar finalmente su banda Kurt Vile and the Violators". Después de la salida de Vile la banda publicó Slave Ambient (2011) y posteriormente, Lost in the Dream (2014). Slave Ambient recibió la aclamación crítica. Slave Ambient recibió un 8.3/10 en Pitchfork y fue nombrado "Best New Music”. Lost in the Dream debutó en el American Top 40 y recibió un 8.8/10 en Pitchfork Media, siendo nombrado el "#3 Best Album" de 2014 por Pitchfork. También fue nombrado "Best New Music" en 2014. La banda publicó Lost in the Dream en el sitio “First Listen” de NPR una semana antes de su lanzamiento. Granduciel sufrió de depresión y soledad, tenía tanta ansiedad que no podía salir de su habitación. Sin embargo, su depresión inspiró muchas de las letras de Lost in the Dream. En junio de 2015, la banda firmó con Atlantic Records y aceptó una oferta de dos álbumes.
En julio de 2016 anunciaron el lanzamiento de un nuevo disco. Titulado finalmente A Deeper Understanding, vería la luz en 2017.
Un amigo de Granduciel inventó el nombre del grupo en la época en la que vivían en Oakland. El nombre de la banda salió aleatoriamente y le encantó a los miembros de la naciente agrupación. Granduciel dijo que le gusta dejar la mitad de sus letras sin escribir, de manera que el proceso de finalización de estas se produce durante la etapa de grabación, creando una sensación de improvisación.

## Influencias
Las principales influencias de The War on Drugs son Bob Dylan, Bruce Springsteen y Tom Petty.

## Actividad
The War on Drugs ha grabado varios videoclips, entre ellos, uno para “Under the Pressure”, canción que fue elegida como ambientación de los créditos finales en la quinta temporada de BoJack Horseman; “Red Eyes”, “Come to the City”, "Pain", "I Don't Live Here Anymore", "Living Proof", "Nothing to Find", "Holding On". The War on Drugs han actuado en el programa de Jimmy Fallon, el show de Ellen DeGeneres, en la serie "Tiny desk concerts" de NPR, en la radio KEXP y otros medios como BOK y WFUV.
Además, Granduciel trabaja con Sharon Van Etten y la banda Sore Eros.

## Discografía
Álbumes de estudio
- 2008: Wagonwheel Blues
- 2011: Slave Ambient
- 2014: Lost in the Dream
- 2017: A Deeper Understanding
- 2021: I Don’t Live Here Anymore
- 2024: Live Drugs Again

Otros álbumes
- 2008: Barrel of Batteries
- 2010: Future Weather
- 2020: Live Drugs